# Мохаммад Тегеранчі
Мохаммад Тегеранчі́ (перс. محمدمهدی طهرانچی;‎ 1965 — 13 червня 2025.) — іранський фізик-теоретик, професор Інституту лазерних і плазмових досліджень та кафедри фізики Університету Шахіда Бехешті, а також член ради опікунів і президент Ісламського університету Азад. Він був колишнім ректором Центрального Тегеранського відділення Ісламського університету Азад, Ісламського університету Азад Тегеранської провінції та Університету Шахіда Бехешті. Він загинув 13 червня 2025 року внаслідок операції Ізраїлю «Висхідний лев».